# Hussein Abdilkarim Mohamed
Hussein Abdikarim Mohamed (Mogadiscio, 20 marzo 1997) è un calciatore somalo con cittadinanza finlandese, attaccante dell'Atlantis e della nazionale somala.

## Carriera

### Club
Ha giocato nella massima serie finlandese.

### Nazionale
Nel 2019 ha esordito in nazionale.

## Statistiche

### Presenze e reti nei club
Statistiche aggiornate al 17 febbraio 2022.
| Stagione        | Squadra         | Campionato      | Campionato | Campionato | Coppe nazionali | Coppe nazionali | Coppe nazionali | Coppe continentali | Coppe continentali | Coppe continentali | Altre coppe | Altre coppe | Altre coppe | Totale | Totale |
| Stagione        | Squadra         | Comp            | Pres       | Reti       | Comp            | Pres            | Reti            | Comp               | Pres               | Reti               | Comp        | Pres        | Reti        | Pres   | Reti   |
| --------------- | --------------- | --------------- | ---------- | ---------- | --------------- | --------------- | --------------- | ------------------ | ------------------ | ------------------ | ----------- | ----------- | ----------- | ------ | ------ |
| 2014            | Viikingit       | Y               | 1          | 0          |                 | -               | -               |                    | -                  | -                  |             | -           | -           | 1      | 0      |
| 2016            | Klubi 04        | Ka              | 4          | 1          | CF              | 3               | 2               |                    | -                  | -                  |             | -           | -           | 7      | 3      |
| 2017            | Viikingit       | Ka              | 20         | 7          | CF              | 1               | 0               |                    | -                  | -                  |             | -           | -           | 21     | 7      |
| 2018            | HIFK            | Y               | 20         | 1          | CF              | 4               | 0               |                    | -                  | -                  |             | -           | -           | 24     | 1      |
| 2019            | HIFK            | VL              | 3          | 0          | CF              | 3               | 0               |                    | -                  | -                  |             | -           | -           | 6      | 0      |
| Totale HIFK     | Totale HIFK     | Totale HIFK     | 23         | 1          |                 | 7               | 0               |                    | -                  | -                  |             | -           | -           | 30     | 1      |
| 2020            | Kajaani         | Y               | 21         | 5          | CF              | 5               | 1               |                    | -                  | -                  |             | -           | -           | 26     | 6      |
| 2021            | Haka            | VL              | 10         | 0          | CF              | 3               | 1               |                    | -                  | -                  |             | -           | -           | 13     | 1      |
| 2022            | PK-35 Vantaa    | Y               | 0          | 0          |                 | -               | -               |                    | -                  | -                  |             | -           | -           | 0      | 0      |
| Totale carriera | Totale carriera | Totale carriera | 79         | 14         |                 | 19              | 4               |                    | -                  | -                  |             | -           | -           | 98     | 16     |

### Cronologia presenze e reti in nazionale
| Cronologia completa delle presenze e delle reti in nazionale ― Somalia | Cronologia completa delle presenze e delle reti in nazionale ― Somalia | Cronologia completa delle presenze e delle reti in nazionale ― Somalia | Cronologia completa delle presenze e delle reti in nazionale ― Somalia | Cronologia completa delle presenze e delle reti in nazionale ― Somalia | Cronologia completa delle presenze e delle reti in nazionale ― Somalia | Cronologia completa delle presenze e delle reti in nazionale ― Somalia | Cronologia completa delle presenze e delle reti in nazionale ― Somalia |
| Data                                                                   | Città                                                                  | In casa                                                                | Risultato                                                              | Ospiti                                                                 | Competizione                                                           | Reti                                                                   | Note                                                                   |
| ---------------------------------------------------------------------- | ---------------------------------------------------------------------- | ---------------------------------------------------------------------- | ---------------------------------------------------------------------- | ---------------------------------------------------------------------- | ---------------------------------------------------------------------- | ---------------------------------------------------------------------- | ---------------------------------------------------------------------- |
| 10-9-2019                                                              | Harare                                                                 | Zimbabwe                                                               | 3 – 1                                                                  | Somalia                                                                | Qual. Mondiali 2022                                                    | -                                                                      | 75’                                                                    |
| 7-12-2019                                                              | Kampala                                                                | Gibuti                                                                 | 0 – 0                                                                  | Somalia                                                                | Coppa CECAFA 2019 - 1º turno                                           | -                                                                      | 70’                                                                    |
| 9-12-2019                                                              | Kampala                                                                | Uganda                                                                 | 2 – 0                                                                  | Somalia                                                                | Coppa CECAFA 2019 - 1º turno                                           | -                                                                      | 73’                                                                    |
| 15-12-2019                                                             | Kampala                                                                | Eritrea                                                                | 0 – 0                                                                  | Somalia                                                                | Coppa CECAFA 2019 - 1º turno                                           | -                                                                      | 61’                                                                    |
| 15-6-2021                                                              | Gibuti                                                                 | Gibuti                                                                 | 1 – 0                                                                  | Somalia                                                                | Amichevole                                                             | -                                                                      | 71’                                                                    |
| 20-6-2021                                                              | Doha                                                                   | Oman                                                                   | 2 – 1                                                                  | Somalia                                                                | Coppa araba FIFA 2021 - Turno preliminare                              | -                                                                      | 46’                                                                    |
| Totale                                                                 |                                                                        | Presenze                                                               | 6                                                                      |                                                                        | Reti                                                                   | 0                                                                      |                                                                        |